# Isole Incoronate
Le isole Incoronate (in croato Kornati) sono un arcipelago dell'Adriatico, situato di fronte alla Dalmazia (Croazia), a 15 miglia nautiche a ovest di Sebenico e 15 a sud di Zara. Fino al 1947 appartenevano al comune di Sale ed erano nella Provincia di Zara e Diocesi di Zara.  Dal 1947 appartengono al comune di Murter. Curioso il fatto che le isole pur passando alla Provincia di Sebenico e incorporate nel Comune di Murter continuano ad appartenere alla Diocesi di Zara.
L'arcipelago prende nome dall'isola maggiore: l'Isola Incoronata. Plinio il Vecchio le chiamava Crateae.
È l'arcipelago con il maggior numero d'isole dell'intero Mediterraneo, infatti è composto da 147 tra isole, isolotti e grossi scogli. Amministrativamente l'arcipelago ricade sotto la giurisdizione della regione di Sebenico e Tenin, non ha insediamenti permanenti. Comune di Murter dal 1947, Ex Comune di Sale fino al 1947
Dal 1980, parte del territorio è classificato come parco nazionale, ed è composto da 89 fra isole, isolotti e scogli. L'isola Incoronata occupa da sola due terzi del parco.

## Geografia
L'arcipelago si trova a sud-est dell'isola Lunga, della quale sono la naturale continuazione, e a sud di Pasman. Sono disposte in quattro file parallele da nord-ovest a sud-est. La fila più interna, vicina a Pasman è composta da Sit, Sitno e Gangarol, la seconda da Zut, la terza dall'isola Incoronata, e la quarta, verso il mare aperto, inizia con Abba Grande, prosegue con Scillo, Lavernata, Peschiera, Laussa, e termina con Curba Grande. Tra questi allineamenti si aprono tre canali: il canale di Sit (Sitski kanal), il canale di Zut (Žutski kanal) e il canale dell'Incoronata (Kornatski kanal). Le isole sono formate da calcare cretaceo. Fino al 1947 le Isole erano parte del Comune di Sale, dal 1947 le isole sono passate al Comune di Stretto Murter. Le Isole appartengono alla Diocesi di Zara, ma Murter alla Diocesi di Sebenico.
Le principali isole dell'arcipelago (elencate da nord a sud) sono di seguito elencate, isolotti e scogli sono inseriti nelle singole voci nella sezione "isole adiacenti":
- Sit (Sit)
- Sitno (Šćitna)
- Gangarol (Gangarol)
- Glavoch (Glamoč)
- Zut (Žut)
- Abba Superiore (Gornja Aba)
- Catena (Katina)
- Abba Grande (Aba Vela)
- Incoronata (Kornat)
- Due Sorelle (Sestrica Vela e Sestrica Mala)
- Scillo (Šilo Velo)
- Lavernata (Levrnaka)
- Mana
- Peschiera (Piškera)
- Laussa (Lavsa)
- Lunga
- Monte (Škulj)
- Smogvizza (Smokvica Vela)
- Curba Grande o Curbabella (Kurba Vela)

## Galleria d'immagini

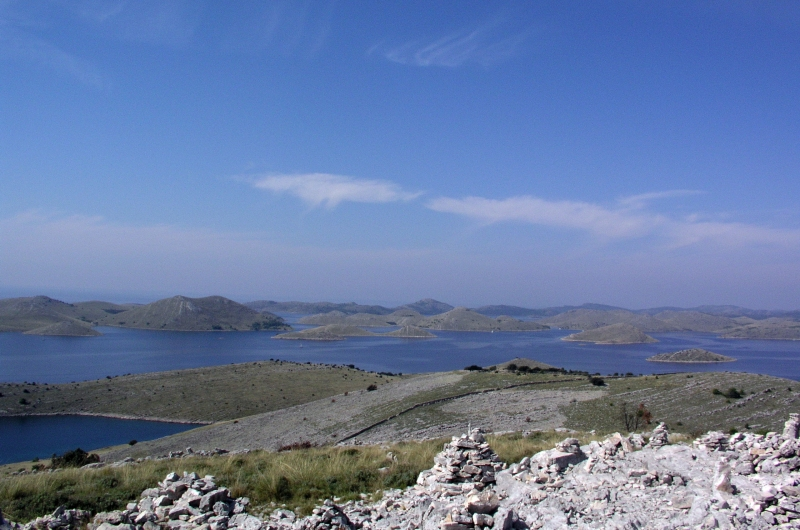
Isole Incoronate
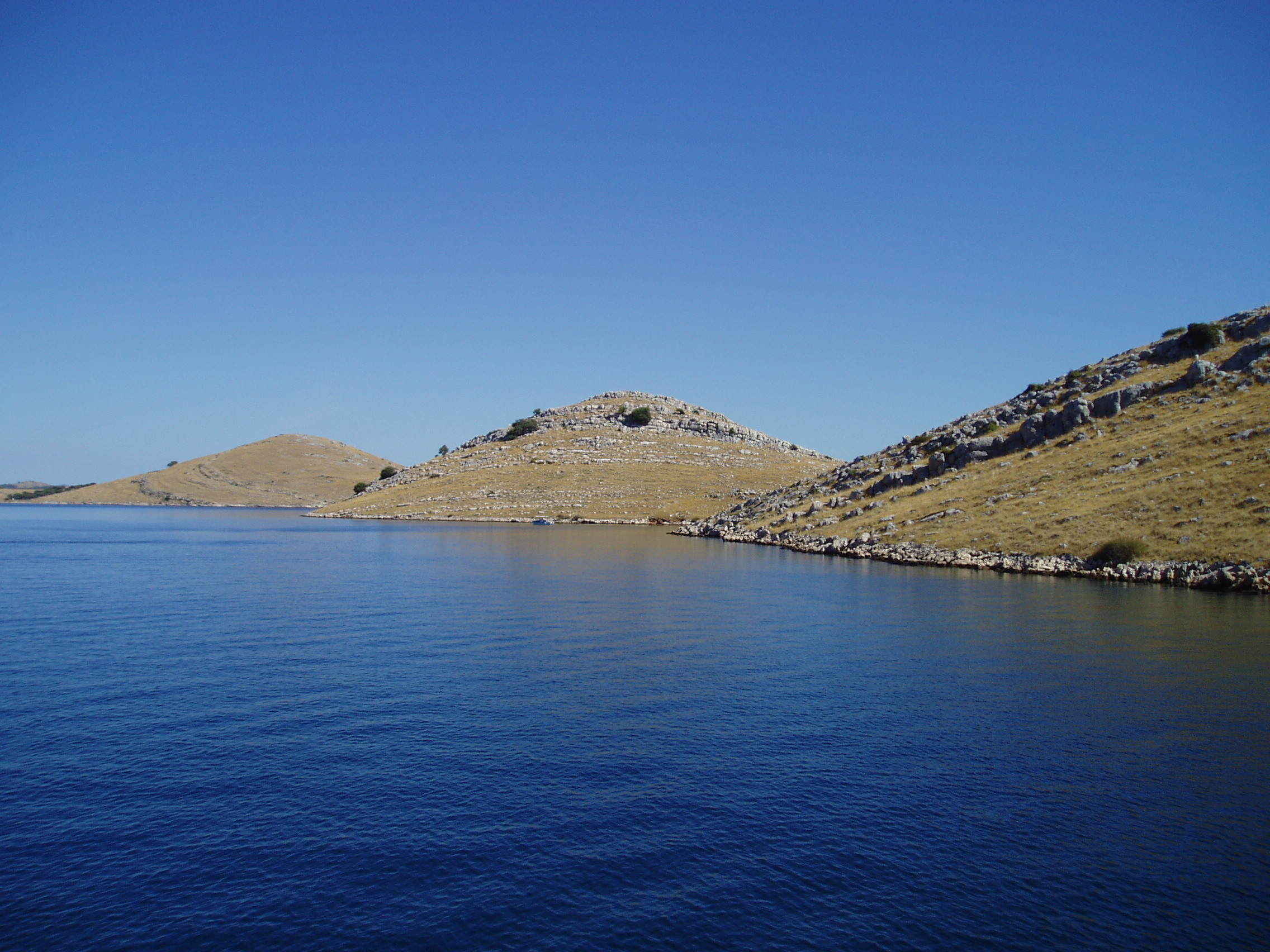
Isole Incoronate
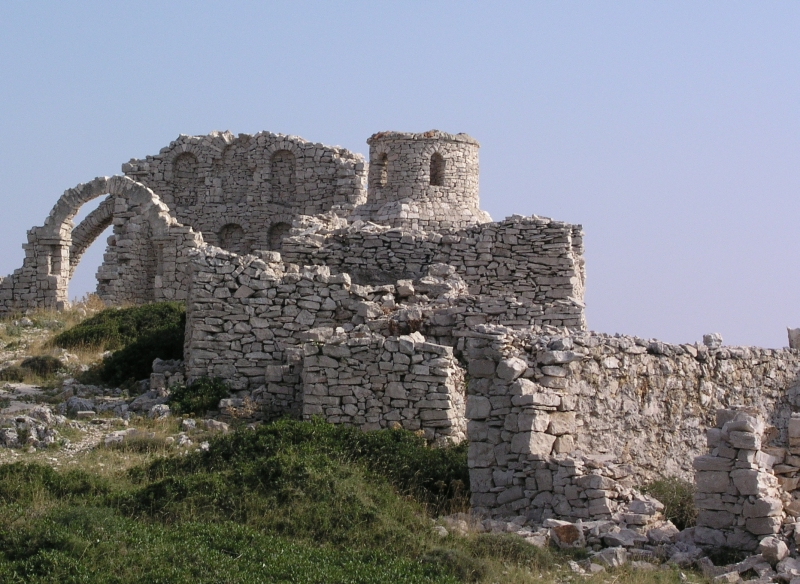
Isola di Mana - Ruderi del villaggio greco costruito nel 1959 per il film Il mare infuriato (As the Sea Rages), lasciati alla curiosità e alle foto dei turisti.